# 시칠리아 속주
프로빈키아 시칠리아(라틴어: Provincia Sicilia)는 현재의 이탈리아 지방에 있던 프로빈키아이다. 주도는 시라쿠사이다.
기원전 241년경 로마 공화정의 제1차 포에니 전쟁 승리 후, 첫 속주가 되었다. 이곳은 476년 서로마 제국 멸망 때 폐지된다.